# Don’t Come Around Here No More
«Don’t Come Around Here No More» — песня, написанная Томом Петти из Tom Petty and the Heartbreakers и Дэйвом Стюартом из Eurythmics. Была выпущена в феврале 1985 года в качестве ведущего сингла альбома группы Southern Accents.

## О песне
Изначально вдохновением для песни послужили романтические отношения продюсера Дэйва Стюарта из Eurythmics со Стиви Никс из Fleetwood Mac. На Шоу Говарда Стерна, Стюарт рассказал, что фраза, давшая название песне, была произнесена Никс. История началась с того, что Накануне вечером она рассталась с гитаристом Eagles Джо Уолшем и пригласила Стюарта на вечеринку после раннего выступления Eurythmics в Лос-Анджелесе. Тогда Стюарт ещё не был с ней знаком, но всё равно согласился пойти. В то время как все гости удалились в ванну нюхать кокаин, он поднялся наверх в спальню. Проснувшись в пять утра он увидел Никс, надевавшую на себя викторианскую одежду, после чего и написал сценарий, по сюжету очень напоминающий Алису в Стране чудес. Позже утром Никс сказала Уолшу: «Не приходи сюда больше» (с англ. Don't come around here no more).

## Музыкальное видео
Музыкальное видео посвящено роману Льюиса Кэрролла 1865 года «Алиса в стране чудес», а режиссёром выступил Джефф Стайн. Дэвид Стюарт появляется в начале в роли гусеницы, сидящей на грибе с кальяном и играющей на ситаре. Том Петти появляется в видео в костюме Болванщика, а актриса/певица Луиза Фоли играет Алису. Алиса ест торт, подаренный ей Стюартом, и падает в черно-белое узорчатое царство, похожее на сцену «Безумного чаепития» из «Алисы в стране чудес». Она переживает череду странных событий, кульминацией которых становится то, что её тело превращается в торт и съедается гостями на чаепитии. Видео заканчивается тем, что Петти целиком проглатывает Алису, тихонько отрыгивает и вытирает рот салфеткой, когда песня резко обрывается, обрезая последние 29 секунд заключительного гитарного соло, которое можно услышать в альбомной версии.

## Музыканты

### The Heartbreakers
- Том Петти — вокал, фортепиано
- Майк Кэмпбелл — гитара, бас-синтезатор
- Бенмонт Тенч[англ.] — струнный синтезатор
- Стэн Линч[англ.] — ударные, бэк-вокал
- Хоуи Эпштейн[англ.] — бас-гитара, вокал

### Дополнительный персонал
- Дэйв Стюарт — электрический ситар, синтезатор, вокал
- Дин Гарсия[англ.] — вступительная бас-гитара
- Дэниел Ротмёллер — скрипка
- Мерилин Мартин[англ.] — бэк-вокал
- Стефани Спрулл — бэк-вокал
- Шерон Селани — бэк-вокал
- Алан «Багз» Вейдел — wild dog piano

## Позиция в чартах
| Чарт (1985)                        | Высшая позиция |
| ---------------------------------- | -------------- |
| Australia (Kent Music Report)      | 61             |
| Canadian Top 100 Singles (RPM)     | 20             |
| Новая Зеландия (Recorded Music NZ) | 42             |
| UK Singles Chart                   | 50             |
| США (Billboard Hot 100)            | 13             |
| US Album Rock Tracks (Billboard)   | 2              |

## Кавер-версии
Сюзанна из группы Susanna and the Magical Orchestra исполнила песню на фортепиано на своём альбоме 2008 года Flower of Evil. Инди-группа Vampire Weekend многократно исполняла песню на своих концертах. Британская инди-поп-певица Диана Уикерс перепела песню в качестве промо-трека для своего второго альбома. Также песня была спародирована Бобом Риверсом.